# Rutilia inusta
Rutilia inusta là một loài ruồi trong họ Tachinidae.